# Бордаков, Юрий Викторович
Юрий Викторович Бордако́в (укр. Юрій Вікторович Бордаков; 21 октября 1946, Ужгород — 6 марта 2024, Киев) — советский и украинский кинооператор.

## Биография
Родился 21 октября 1946 года в Ужгороде (ныне Закарпатская область, Украина).
В 1964—1976 годах работал на Украинском телевидении.
В 1980 году окончил кинофакультет КГИТИ имени И. К. Карпенко-Карого.
С 1982 — на студии «Укртелефильм». Член СКУ.
Скончался 6 марта 2024 года на 78-м году жизни в результате продолжительной болезни. Церемония прощания прошла 8 марта в Киеве. Похоронен на Берковецком кладбище.

## Награды и премии
- заслуженный деятель искусств УССР (1986)
- Государственная премия УССР имени Т. Г. Шевченко (1989) — за кинотрилогию «Чернобыль: два цвета времени»
- Орден «За заслуги» III степени (2007)[3]

## Творчество
Снимал фильмы:
- «Товарищеский суд» — 1982,
- «Последний довод королей» — 1983,
- фильм-балет «Ольга» — 1983,
- «Магический круг» — 1984,
- «Музыка его души» — 1984,
- «Буковинские картинки» — 1984,
- «Голубая роза» — 1984,
- «Тебе, Отчизна, песни мои» — 1985,
- «Поет Иван Попович» — 1985,
- «Регион» — 1985,
- «Да будет вам по вере вашей» — 1985,
- «Запорожец за Дунаем» — 1986 (реж. Ю. Суярко),
- «Соло на флейте» — 1986,
- «Чернобыль: два цвета времени» — 1986—1988, три фильма, режиссёр И. Кобрин, авторы сценария Л. Мужук и Х. Салганик;
- «Голубая роза» — 1988
- «Тени забытых предков» — 1990
- «Голгофа» — 1990,
- «Во времена Гайхан-Бея» — 1991 (реж. Ю. Суярко),
- «Вспоминая Дягилевские вечера» — 1992 (реж. Ю. Суярко),
- «Человеческое счастье» — 1992,
- «Сельские бывальщины» — 1992,
- «Пробуждение» — 1992,
- «Не хочу вспоминать» — 1996,
- «Чернобыль—96» — 1996,
- «Чернобыль.3828» (2011; съёмки 1986)